# Phyllophaga hubbelli
Phyllophaga hubbelli är en skalbaggsart som beskrevs av Cartwright 1946. Phyllophaga hubbelli ingår i släktet Phyllophaga och familjen Melolonthidae. Inga underarter finns listade i Catalogue of Life.